# Dale Darling
«Dale Darling» es una canción y sencillo del grupo musical de Argentina Ciro y los Persas, incluida originalmente en su cuarto álbum de estudio titulado Naranja persa 2 del año 2018. Fue lanzada como sencillo el 26 de noviembre de 2018. Un video musical en vivo fue publicado el 17 de diciembre de 2019 para promocionar el segundo álbum en vivo titulado Ciro y los Persas en el Estadio de River; la grabación es del concierto dado en diciembre de 2018, en el Estadio Mâs Monumental.

## Música
«Dale Darling» es del género rock and roll crudo y salvaje, es un retorno al estilo que hacían en sus inicios Los Piojos, el grupo musical disuelto que era liderado por Andrés Ciro Martínez.

## Letra
La letra fue escrita por Andrés Ciro Martínez, la canción narra la historia de una mujer que sufre de violencia.

## Video musical
El video musical fue filmado en El Chocón provincia de Neuquén bajo la dirección de Eduardo Pinto. Contó con las participaciones de las actrices Aymará Rovera, Malena Luz Villanueva y los reconocidos actores Rodrigo Noya y Luciano Cáceres. Muestra a una mujer que huye de la violencia.